# Thủy điện Nậm Phàng
Thủy điện Nậm Phàng là thủy điện xây dựng trên dòng nậm Phàng  tại vùng đất các xã Nậm Đét và Nậm Khánh huyện Bắc Hà tỉnh Lào Cai, Việt Nam.
Thủy điện Nậm Phàng có công suất lắp máy 36 MW với 2 tổ máy, sản lượng điện hàng năm 146 triệu KWh, khởi công tháng 3/2008  hoàn thành tháng 10/2012.
Nhà máy điện đặt cách đập chính cỡ 4 km phía hạ lưu .

## Nậm Phàng
Nậm Phàng là phụ lưu của sông Chảy, chảy ở huyện Bắc Hà tỉnh Lào Cai .
Trên dòng Nậm Phàng có 2 thủy điện.
- Thủy điện Nậm Khánh 22°29′14″B 104°22′00″Đ / 22,487111°B 104,366694°Đ có công suất lắp máy 12 MW với 3 tổ máy, sản lượng điện hàng năm 48,9 triệu KWh, xây dựng trên phần thượng nguồn dòng nậm Phàng tại xã Nậm Khánh và Bản Liền huyện Bắc Hà, khởi công tháng 11/2007 [5] hoàn thành tháng 3/2012 [6].
- Thủy điện Cốc Đàm 22°24′56″B 104°19′06″Đ / 22,41566°B 104,318392°Đ có công suất lắp máy 7,5 MW với 3 tổ máy, sản lượng điện hàng năm 40 triệu KWh, xây dựng trên phần hạ nguồn dòng nậm Phàng tại thôn Cốc Đàm xã Nậm Khánh và Nậm Đét, hoàn thành năm 2011, hoạt động có quan hệ liên hoàn với Thủy điện Nậm Phàng.[7]

## Tác động dân sinh
Khi xây dựng thủy điện, người dân trong vùng đã di dời và rời bỏ nhiều hoa màu, đất đai, và được hứa sẽ được cấp điện sinh hoạt. Tuy nhiên sau 6 năm thủy điện vận hành trơn tru thì dường như lời hứa của thủy điện đã trôi theo dòng nước về hạ nguồn, để lại các bản làng không được cấp điện.